# Jazz in Polen
Die Entwicklung des Jazz in Polen und seine öffentliche Wahrnehmung unterscheidet sich in mehrfacher Hinsicht von der im „Mutterland“ des Jazz. Die polnische Jazz-Geschichte wurde stark vom Realsozialismus geprägt. Musikalisch gilt der in den 1950er Jahren entstandene „Polski Jazz“ als ein charakteristischer, eigenständiger Stil. In den 1990er Jahren entstand mit dem Yass erneut ein genuin polnisches Jazz-Phänomen.

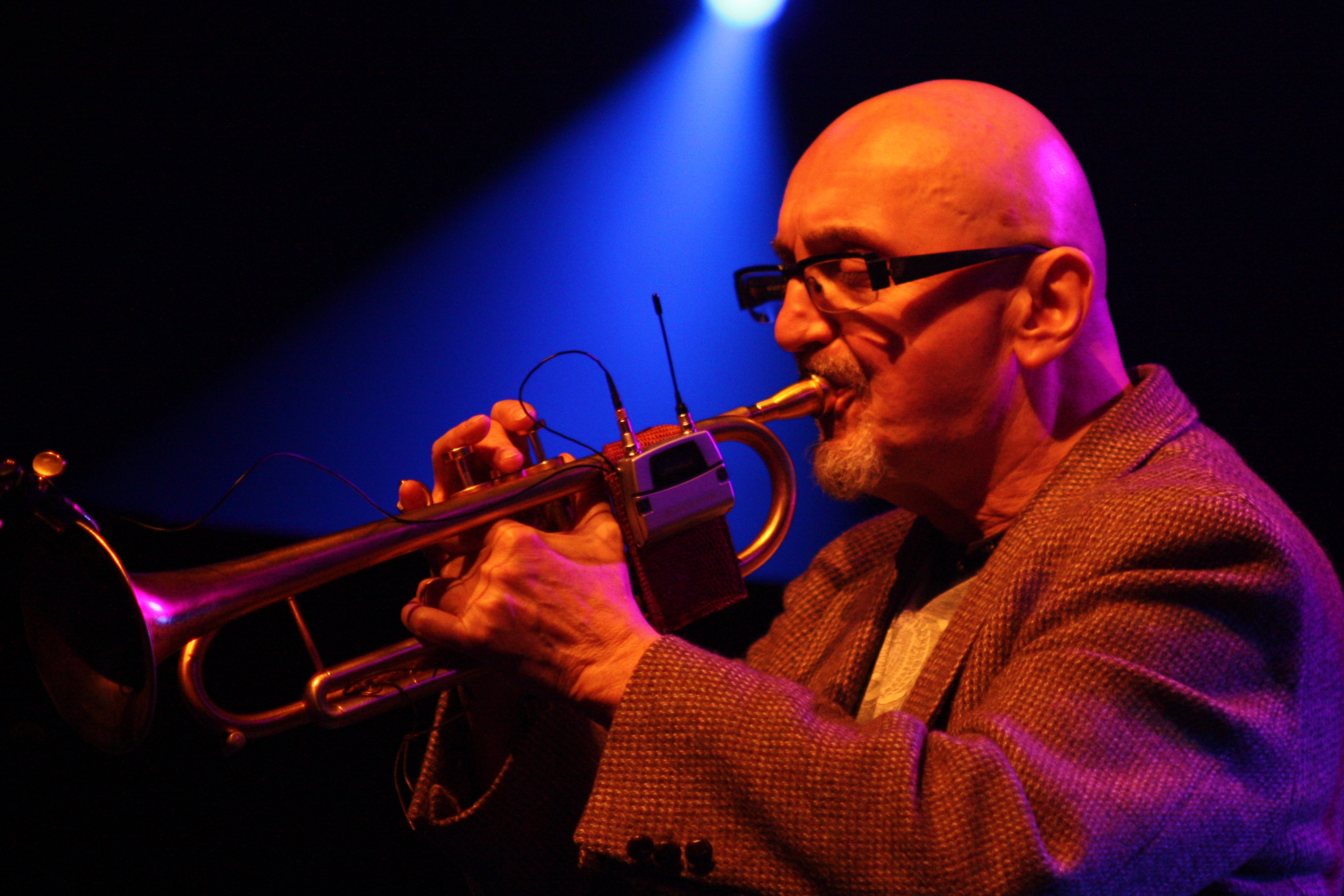
Einer der profiliertesten Jazzmusiker Polens – Tomasz Stańko auf dem Deutschen Jazzfestival 2013

## Jazz im Polen der Zwischenkriegszeit

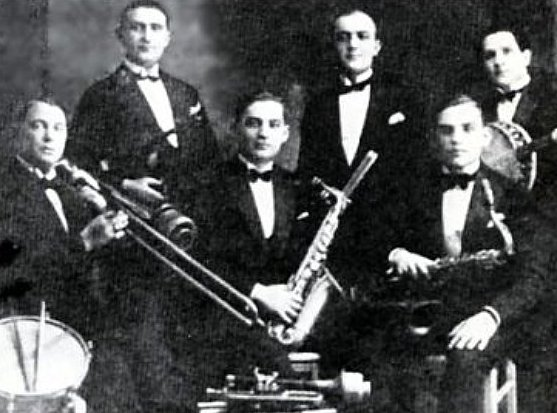
Die Gold-Petersburski-Band

Wie in vielen europäischen Ländern, so kam der Jazz auch nach Polen zunächst infolge der wachsenden Faszination für die US-amerikanische Kultur nach dem Ende des Ersten Weltkriegs. Der Jazz wurde zunächst als Tanz- und Vergnügungsmusik in entsprechenden Lokalen gespielt. Die Hörerschaft beschränkte sich auf gehobenere Gesellschaftsschichten in Großstädten (Warschau, Lwiw, Krakau, Łódź, Gdynia, Katowice), später auch in Kurorten wie Krynica-Zdrój oder Ciechocinek.
Der Saxophonist Zygmunt Karasiński (1898–1973) gründete 1922 die wohl erste polnische Jazzgruppe, als er ein Engagement im Danziger Lokal Eremitage erhielt; zu seinen Musikern gehörte auch der Pianist und spätere Schlager-Komponist Jerzy Petersburski. Der Auftritt der Band Karasińskis bei der Allgemeinen Landesausstellung (Powszechna Wystawa Krajowa) in Posen 1928 gilt als ein wichtiger Wendepunkt in der Geschichte des polnischen Jazz. Bereits um 1925 entstanden die ersten beiden Jazzorchester, Karasiński i Kataszek sowie Gold i Petersburski.
Maßgeblichen Einfluss auf die Entwicklung des Jazz in Polen nach 1930 hatten die ersten Tonfilme und die Konzerte des afroamerikanischen Revue-Orchesters The Chocolate Kids und des Chors Utica Jubilee Singers, deren Repertoire vorwiegend aus Spirituals und Blues bestand. In den größeren Städten engagierte man zunächst ausländische Orchester mit amerikanischem Repertoire, bevor immer mehr Ensembles entstanden, in denen ausschließlich Polen spielten. Zu den bekanntesten Formationen der Zwischenkriegszeit gehörten Wileńczycy Leonard Ilgowskis, die O’Key Band Leon Mittelbachs, The Jolly Boys von Henryk und Stanisław Sperber und Jan Polockis Melody Maker; das professionellste und bekannteste Orchester war das von Zygmunt Karasiński und Szymon Kataszek, das durch alle größeren Städte tourte und den Dixieland und Chicago-Jazz populär machte. Das Karasiński & Kataszek Jazz-Tango Orchestra tourte 1934/1935 durch Europa und den Nahen Osten.
Weitere populäre Bands dieser Ära waren das Lofka Ilgowski Orchestra (das stark von Benny Goodman beeinflusst war) und das Petersburski & Gold Orchestra, geleitet von Jerzy Petersburski und dem Geiger Arthur Gold. Letzteres war in den 1920er Jahren das erfolgreichste Tanzorchester Warschaus und spielte im Restaurant Adria. Beide Orchester arbeiteten in den 1920er und 30er Jahren neben ihren regulären Engagements auch für die Filmindustrie; Aufnahmen entstanden für das Label Syrena Records, das bereits 1904 gegründet wurde. Einer der wichtigsten polnischen Jazzmusiker der Zwischenkriegszeit, Henryk Wars, komponierte die Musik für ca. 50 Filme (etwa ein Drittel aller in dieser Zeit in Polen entstandenen Filme).

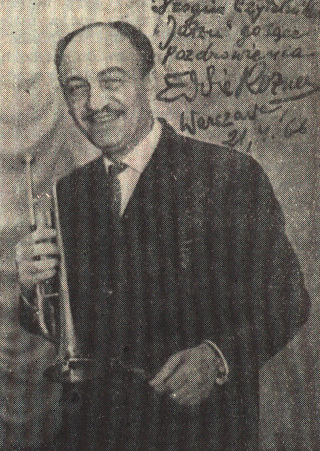
Eddie Rosner

In der Anfangszeit seiner Entwicklung war der Jazz umstritten und wurde bereits früh in Zeitungsartikeln kritisiert (u. a. wegen vermeintlicher Profanierung der Werke Frédéric Chopins). Dies führte zunächst zu einem Verbot der Anstellung von Jazzbands durch die Polnische Musikergewerkschaft (Związek Zawodowy Muzyków Polskich), das erst 1927 aufgehoben wurde. Ebenfalls 1927 erschien in Polen die erste europäische Jazz-Zeitschrift (Jazz), allerdings nur in einer Ausgabe.
Nach 1933, dem Jahr der Machtergreifung der Nationalsozialisten im Deutschen Reich, erlebte der polnische Jazz eine erneute Blüte, als viele jüdische Musiker aus Deutschland (re-)emigrieren mussten. Darunter waren die Trompeter Eddie Rosner (in Polen bekannt als Ady) und Manny Fischer, die Saxophonisten Bobby Fidler, Eryk und Erwin Wolffeiler, der Geiger Arkady Flato, der Schlagzeuger Georg „Joe“ Scharcstein und der Sänger Lothar Lempel. Ady Rosner galt in Polen als der König der Jazz-Virtuosen; ein polnischer Kritiker schrieb: Ady Rosner – Jazz sensation! und im britischen Melody Maker bezeichnete ihn der Leiter des Sweet and Hot Club of Brussels als den Polnischen Armstrong!.
Stark beeinflusst wurden die polnischen Musiker auch von den Schellackplatten des französischen Labels Swing mit Aufnahmen von Rex Stewart, Barney Bigard und Coleman Hawkins. Hinzu kamen die heimischen Platten-Produktionen des Labels Syrena, die in amerikanischer Lizenz hergestellt wurden. Die Jahre 1936–39 gelten als ein vorläufiger Höhepunkt der Jazzentwicklung in Polen und gleichzeitig als die Swing-Ära. Der Jazz wurde zu der dominanten Musikrichtung im polnischen Radio.
Bei seiner Beschreibung der Anfänge des Jazz in Polen stellt Krystian Brodacki in seinem Buch für die Zwischenkriegszeit fest, dass damals keine Jazzmusikerinnen erwähnt worden sind. Frauen haben sich dennoch mit der Bedeutung des Jazz auseinandergesetzt. Besonders eindrucksvoll sind hier Gedichte von Maria Pawlikowska-Jasnorzewska wie „Jazzband“ oder „Krzyk Jazzbandu“ („Jazzband-Ruf“), die vom Interesse an der neuen Musikrichtung zeugen.

## Der Zweite Weltkrieg
Der Ausbruch des Zweiten Weltkriegs unterbrach zunächst nicht die Spielmöglichkeiten der Bands, doch der Kreis der Musiker verkleinerte sich. So blieb die populäre Band Szal von Franciszek Witkowski nach ihrer Tournee in den Vereinigten Staaten; Henryk Wars, Eddie Rosner und Zygmunt Karasiński gingen mit ihren Orchestern in die Sowjetunion, wo in den Jahren 1939–1941 vor allem Białystok ein Zufluchtsort der polnischen Jazzszene wurde. Auch Bronisław Kaper, der später u. a. den Standard On Green Dolphin Street schrieb und gefragter Hollywood-Komponist wurde, wanderte aus. Zu den Orchestern, die weiter in Polen spielten, gehörten die Bands von Al Tumel, Bronisław Stasiak, Kazimierz Turewicz, Władysław Kowalczyk, Zbigniew Wróbel, Georg Scott und die Bigband von Bobek Brien mit dem tschechischen Saxophonisten Charles Bovery. „Die Mehrheit der Musiker übte einfach ihren Beruf in den von den Okkupationsvorschriften erlaubten Verhältnissen aus und „schmuggelten“ in ihren Konzerten das, was sie für Jazz hielten, ein. Manche von ihnen, z. B. der erwähnte Stasiak, der nach Auschwitz verschleppt wurde, mussten das mit ihrem Leben bezahlen“, schrieb Paweł Brodowski über den Jazz in Polen. Auch im Warschauer Ghetto wurde bis 1943 Jazz gespielt. Das von den Besatzern verhängte Tanzverbot verstärkte die Entwicklung des Jazz von Tanz- hin zu Konzertmusik.

## Nachkriegszeit – Katakomben-Jazz

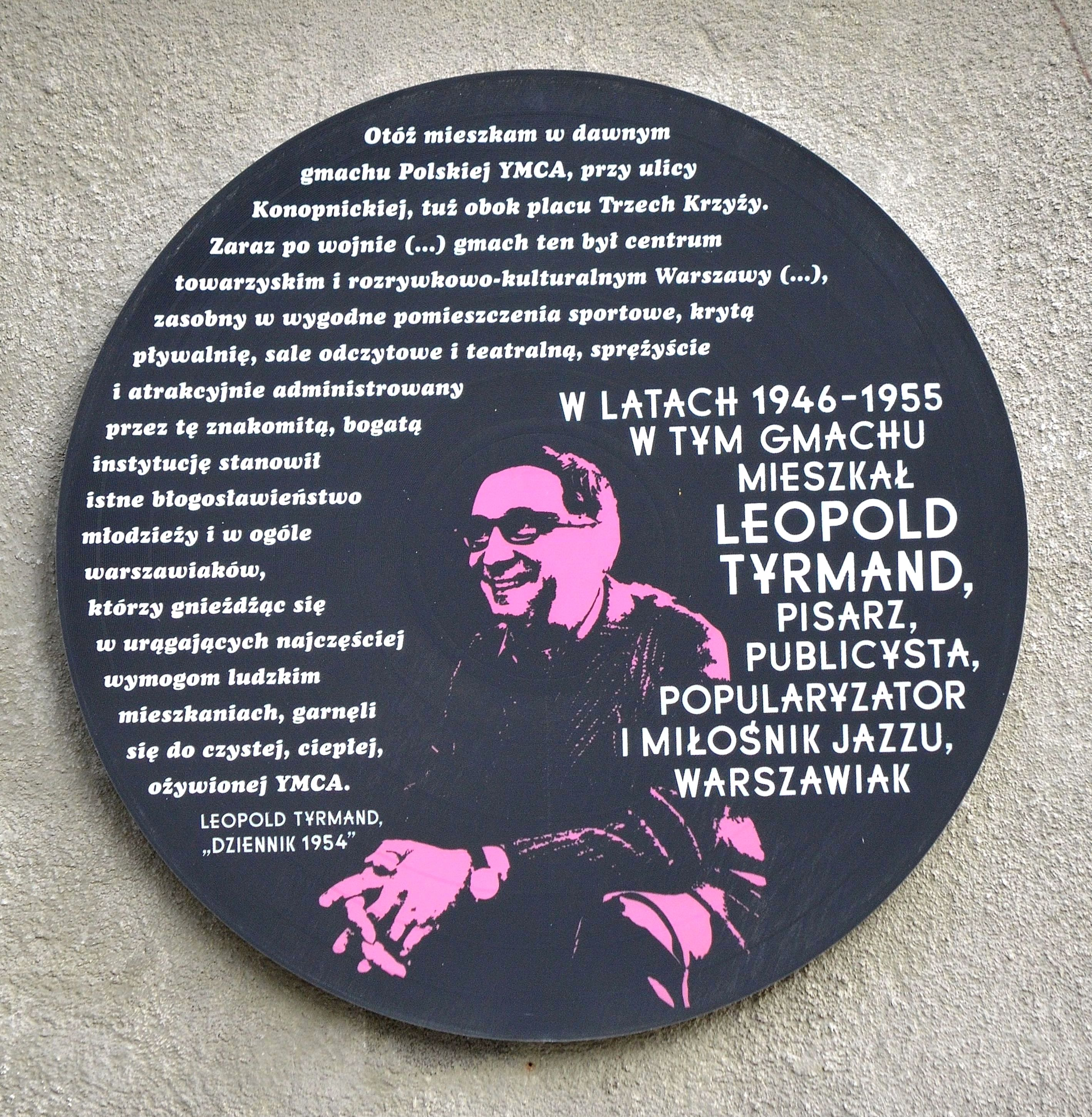
Gedenktafel für Leopold Tyrmand in Warschau

Die Zerstörung der Ende der 30er aufgebauten Jazz-Infrastruktur führte nach dem Weltkrieg zu einer „Demokratisierung des Jazz“, weil neu eröffnete Lokale, in denen Jazz gespielt wurde, zunächst sehr verbreitet waren. „Eine nicht zu unterschätzende Rolle bei der Weckung des Jazzinteresses haben die Jazzclubs gespielt, die in den polnischen Ablegern des YMCA (Young Men’s Christian Association) in Warschau, Krakau und Lodz entstanden waren“, schrieb Paweł Brodowski zum Jazz im Nachkriegspolen. Den Warschauer Club leitete 1946 Leopold Tyrmand, der neben Marian Eile und Stefan Kisielewski zu den wichtigsten Unterstützern der Jazz-Szene in dieser Zeit gehörten. Tyrmands Initiative war es zu verdanken, dass am 30. Mai 1947 im Warschauer YMCA das erste öffentliche Jazzkonzert nach dem Krieg unter dem Motto Jamsession stattfand, bei dem u. a. der Saxophonist Charles Bovery, die Sängerin Jeanne Johnstone Schiele, der Klarinettist Juliusz Skowroński, der Pianist Wiesław Machan und der Schlagzeuger Janusz „Mrek“ Beliński auftraten. Als „Jazz“ spielte man in dieser Zeit alle Arten amerikanischer Unterhaltungsmusik, gemischt mit Swing-Elementen; Informationsquellen waren die ausländischen Rundfunkstationen – vor allem Voice of America – und eben die Vorträge und Treffen in den YMCA-Clubs. Diese Clubs verfügten über große Schallplattensammlungen. Allerdings wurden sie 1949 aufgelöst, als die Kulturbehörden den „Jazz als bourgeois, dekadent, verdächtig und schädlich deklarierten; ein Großteil der Schallplatten wurde von Mitgliedern der kommunistischen Jugendorganisation ZMP zerstört. Jazz wurde zur verbotenen Musik und mußte in den Untergrund gehen. Es begann die heroische Zeit des Katakomben-Jazz.“ Diese Zeit war entscheidend für den „Gründungsmythos“ des polnischen Jazz und wurde später als eine Zeit der Verfolgung und Opposition stilisiert. Swing wurde teilweise noch in Foxtrot-Stücke bei Tanzveranstaltungen eingeflochten, die Jazz-Szene wurde aber in Privatwohnungen und sog. „Club-Keller“ verlagert.

„Als der Eiserne Vorhang den ganzen Ostblock hermetisch von der Außenwelt abschirmte, stellte der Jazz ein Fenster zur Freiheit dar. Er galt seinen Fans als Ausdruck eines anderen Lebensstils, und als "Waffe des Kalten Krieges" wurde er gezielt zum Transfer amerikanischer Werte in den Ostblock eingesetzt. Jazz wurde zu einer neuen Ausdrucksform des tief verwurzelten polnischen Freiheitsstrebens und begann, sich in einer vitalen Szene sehr eigenständig weiterzuentwickeln.“

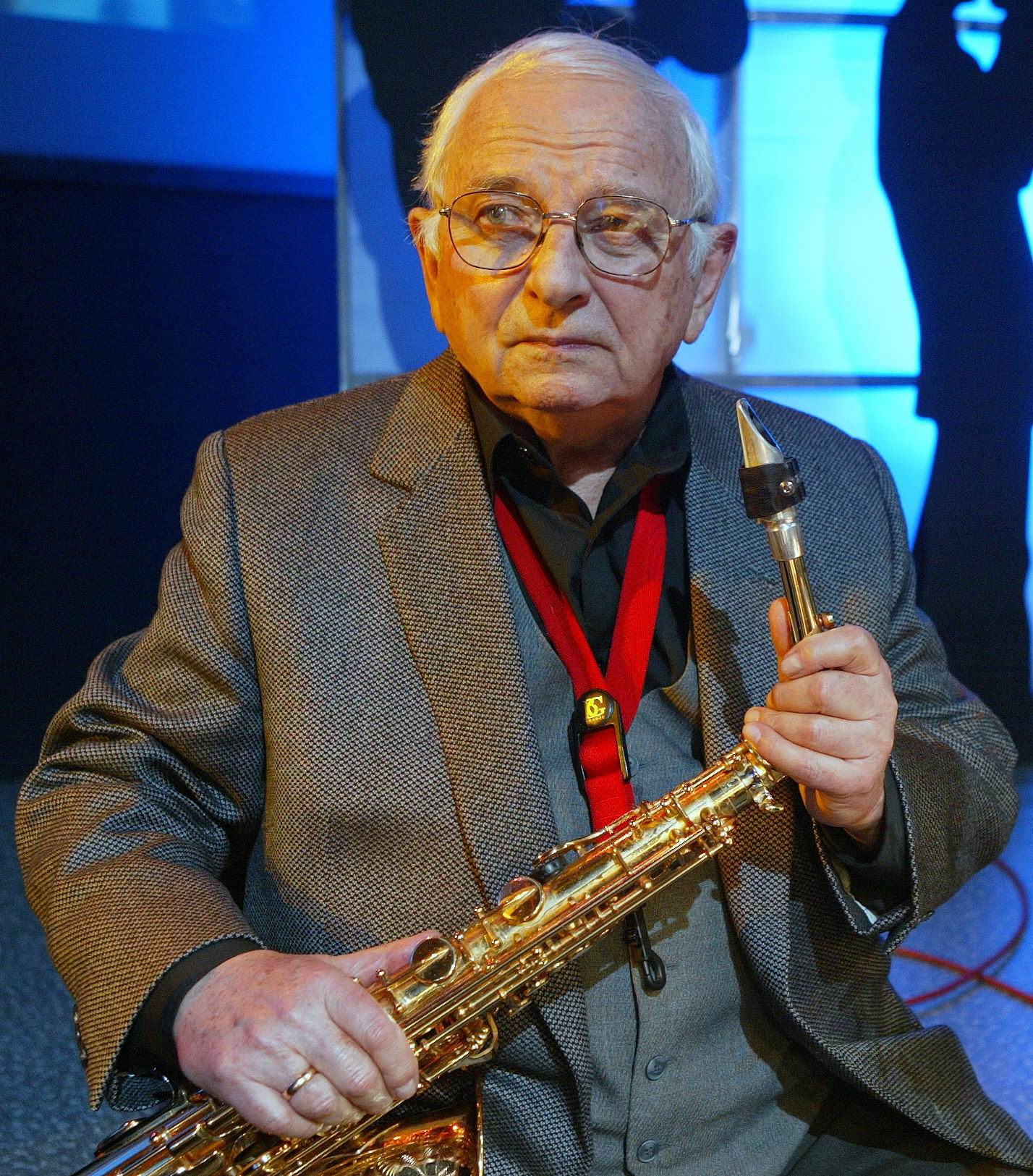
Jerzy Matuszkiewicz, 2006

Mit „Katakomben“ bezeichnete man Privatwohnungen, in denen Jazzkonzerte heimlich im kleinen Kreis veranstaltet wurden; unter diesen Verhältnissen entstand „die erste authentische polnische Jazzgruppe, Melomani aus Warschau, die von Studenten aus Krakau und Lodz gegründet worden war.“ Ihr gehörten der Holzbläser Jerzy Matuszkiewicz, der Pianist Andrzej Trzaskowski, der Bassist Witold Kujawski, der Posaunist Witold Sobociński und der Schlagzeuger und Trompeter Andrzej Wojciechowski an. Viele der Musiker waren Studenten der Filmschule in Łódź und verkehrten im dortigen YMCA-Club. Aus der Abkopplung von westlichen Jazzströmungen spielte Melomani „eine Art von Musik, von der sie dachten, es wäre Jazz, in der Art von Jelly Roll Morton und W. C. Handy.“ Der Kritiker Elliott Simon schrieb:

„Melomani played a series of standards with enthusiasm exceeded only by their fans’ obvious adoration … it is however, the historical circumstance – when jazz was a high energy outlet for the creativity of a culturally repressed society.“

1953 gründete Andrzej Kurylewicz mit Jerzy Borowiec das Ensemble MM 176, zu dem auch Trzaskowski und ab 1954 die Sängerin Wanda Warska gehörten. Im Untergrund sehr beliebt, musste sich die Gruppe kurz später wieder auflösen. Kurylewicz wurde wegen seines Engagements für den Jazz sogar von der Hochschule verwiesen.

## Polnischer Jazz nach Stalins Tod
Nach dem Tod Stalins durfte Jazz bald wieder als „die Musik des unterdrückten schwarzen Proletariats“ gespielt werden. Viele Polen hörten regelmäßig Jazz dank entsprechenden thematischen Sendungen von Voice of America. Es entstand bald die Idee zu einem ersten Jazzfestival, das in Polen stattfinden sollte, dem I Krakowskie Zaduszki Jazzowe (I. Krakauer Allerseelen-Festival) im Jahr 1954. An seiner Organisation hatte Leopold Tyrmand einen wichtigen Anteil. Jan Wróblewski erinnert sich:

„…vor diesem Ereignis hatten wir lediglich in Tanzhallen in Poznań gespielt, und für ein Publikum, das nur aus meinen Kollegen bestand. Zehntausende aus ganz Polen kamen für das Festival nach Sopot. Als die legendäre Rally (inspiriert von einer Parade in New Orleans) durch die Stadt zog, konntest du nirgendwo einen Fuß hinsetzen – es war voll. Die Party zog sich über 24 Stunden hin, eine außerordentliche, fantastische Party. Menschen, freie Menschen überall, auf den Straßen, auf dem Sopoter Pier und an den Stränden.“

Mit der 1956 einsetzenden Entstalinisierung bekam Melomani Gelegenheit, reguläre Konzerte im ganzen Land zu geben; ihr Auftritt auf dem I. Nationalen Jazzfestival in Sopot (I Ogólnopolski Festiwal Muzyki Jazzowej Jazz 56) am 6. August 1956 verschaffte dem Jazz den Durchbruch in Polen.

„Die größte Entdeckung des Festivals war das bisher unbekannte Sextett Krzysztof Komedas, die erste polnische Gruppe, die ausschließlich Modern Jazz im Stil des Modern Jazz Quartet oder Gerry Mulligans spielte.“

Der Auftritt von Krzysztof Komeda in Sopot gilt oft als die Geburtsstunde eines genuin polnischen Jazz, des Polski Jazz, der sich vor allem durch seine Lyrik auszeichnet.
In Sopot traten nur acht Gruppen auf (Sekstet Komedy, Drążek i Pięciu, Zespół Pawła Gruenspana, Zespół Jerzego Grzewińskiego, Zespół Kamila Hali, die Band von Andrzej Kurylewicz, Melomani, Pinokio), darunter zwei ausländische, einschließlich der Band um den Trompeter Dave Burman. Nach Ansicht von Leopold Tyrmand folgte dem „Katakomben-Jazz“ um 1957 die „frenetische Periode, wo Jazzmusik nicht weniger populär war wie heute die Rockmusik“; Joachim-Ernst Berendt, der 1957 Gast beim Zweiten Festival in Sopot war, schrieb euphorisch:

„Dieser Enthusiasmus, dieser drive, der damals auftauchte, wurde zur Antriebskraft der Entwicklung der polnischen Jazzszene. Polen wurde auf einmal zu einem führenden Jazzland Osteuropas.“

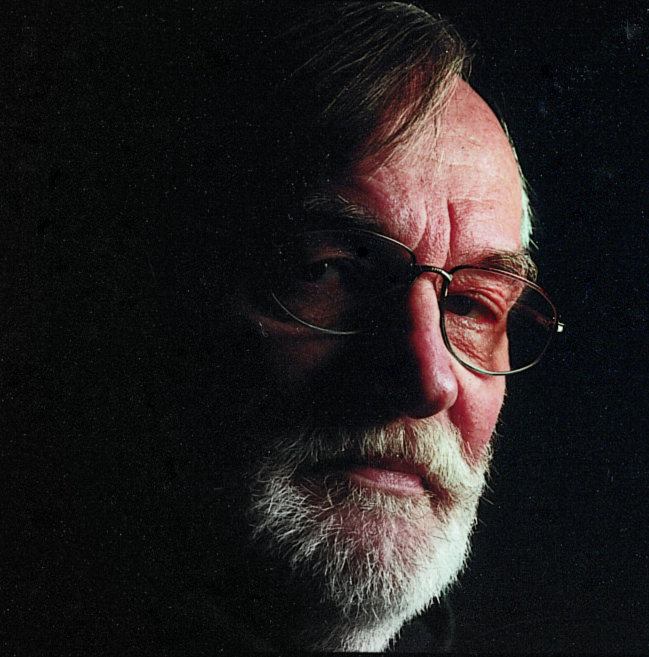
Andrzej Kurylewicz

Beim II. Festival in Sopot im Juli 1957 traten auf Initiative des damaligen Sekretärs der Deutschen Jazz Föderation, Werner Wunderlich, mehrere westdeutsche Gruppen auf, wie die Frankfurt All Stars mit Albert Mangelsdorff und Joki Freund, die Spree City Stompers (die mit Jerzy Matuszkiewicz und Andrzej Kurylewicz auftraten), ferner der Sänger Bill Ramsey und der Klarinettist Albert Nicholas. Noch im selben Jahr trat Andrzej Kurylewicz bei der Woche der leichten Musik in Stuttgart auf, die Polish All Stars Duduś Matuszkiewiczs mit Zbigniew Namysłowski reisten nach Dänemark und der erst 22-jährige Saxophonist Jan Wróblewski wurde zur Mitwirkung bei der International Youth Band des Newport Jazz Festival eingeladen.
Ab 1956 wurde die monatlich erscheinende Zeitschrift Jazz herausgegeben, geleitet von Józef Balcerak, damals die einzige derartige Publikation im Ostblock. Auf Initiative der Redaktion wurde 1958 die polnische Föderation der Jazzclubs ins Leben gerufen, 1964 umbenannt in Polnische Jazzföderation und 1969 in Polnische Jazz Society. „Sie wurde eine der dynamischsten nationalen Jazzorganisationen der Welt, die auch im großen Maße die Entstehung der europäischen (heute Internationalen) Jazz Föderation beigetragen hat.“ Außerdem wurden Jazzclubs wie Stodoła und Hybrydy gegründet. Im Rundfunk gab es seit 1956 eine von Leopold Tyrmand und Stefan Rogiński moderierte Sendung To jest jazz (dt. Das ist Jazz). Vorübergehend gab es ein staatliches Jazzorchester, Państwowa Orkiestra Jazzowa Błękitny Jazz, das jedoch nach einem Tournee in der Sowjetunion aufgelöst wurde.
Als die Sicherheitsbehörden die Durchführung eines dritten Sopoter Jazzfestivals nicht mehr zuließen, weil man Tumulte und unkontrollierbaren Enthusiasmus befürchtete, wurde das Festival in Warschau in Form der Veranstaltung Jazz ’58, zwei Jahre später als Jazz Jamboree, fortgesetzt. 1960 gastierte dort u. a. Stan Getz, es folgten weitere internationale Stars wie Duke Ellington und Miles Davis. Jazz Jamboree entwickelte sich schon bald sich „zu einem der renommiertesten Jazzfestivals Europas, ein internationaler Treffpunkt für die Polen, ein Fenster zur westlichen Welt.“
Zu den wichtigen Impulsen für den polnischen Jazz zählten die Tournee des Dave Brubeck Quartet 1958 und der erste Besuch Willis Conovers, der seit 1954 mit seinen Sendungen bei Voice of America die „Jazzakademie“ für eine ganze Musikergeneration wurde. Paweł Brodowski notierte zu dieser Entwicklung:

„Das Profil des polnischen Jazz änderte sich stetig, da polnische Musiker immer häufiger die Möglichkeit bekamen Tourneen ins Ausland zu machen, und auch die Besuche von Musiker aus anderen Ländern, vor allem amerikanischer Jazzsolisten, die Polen nit den hiesigen Jazz-Rhythmusgruppen auftraten, hinterließen einen nachhaltigen Eindruck.“

## Die 1960er Jahre

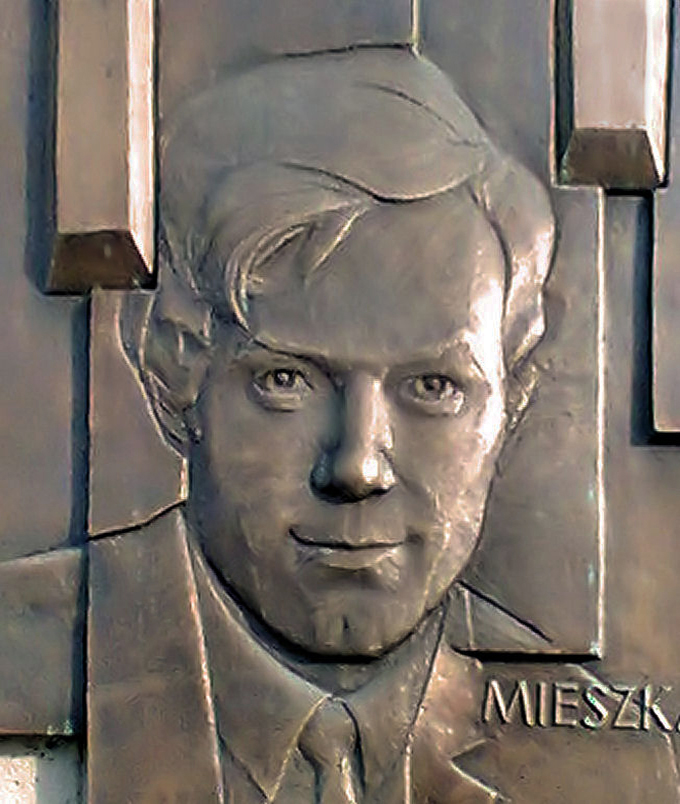
Gedenktafel an Krzysztof Komeda in Posen (von Michał Selerowski)

Seit den 1950er Jahren hatten sich in Polen drei Jazz-Stile etabliert: der traditionelle Dixieland, straight-ahead Mainstream Jazz sowie der Avantgarde- und Free Jazz. Der Trompeter und Klarinettist Henryk „Papa“ Majewski war einer der bekanntesten Bandleader der Traditional-Szene mit seiner Band The Old Timers, die mit Albert Nicholas, Sandy Brown, Buck Clayton und Wild Bill Davison durch Europa tourte. Majewski gründete außerdem die Stodoła Big Band und zahlreiche kleinere Ensembles. 1962 entstand das Jazz Band Ball Orchestra, das heute die älteste polnische Jazzband im traditionellen Stil ist. Im Bereich des Mainstream Jazz ist insbesondere Krzysztof Komeda zu nennen, der gemeinhin als der bedeutendste polnische Jazzmusiker überhaupt gilt; der polnische Free Jazz wurde vor allem durch Andrzej Trzaskowski und später auch Tomasz Stańko repräsentiert.
Zu Beginn der 1960er Jahre bekamen Jazzmusiker häufiger die Möglichkeit, an Filmmusik mitzuwirken; der bekannteste Filmkomponist im Feld des Modern Jazz war Krzysztof Komeda, der an der Musik von über 40 Filmen mitwirkte und mit Roman Polański (u. a. in Messer im Wasser, Tanz der Vampire und Rosemaries Baby), Andrzej Wajda (Die unschuldigen Zauberer) und Jerzy Skolimowski (Der Start) zusammenarbeitete. Komedas Album Astigmatic (1965) gilt als „die hervorragendste Platte in der Geschichte des polnischen Jazz.“ Mit Komeda spielten auf Astigmatic der Trompeter Tomasz Stańko, der Altsaxophonist Zbigniew Namysłowski, der deutsche Bassist Günter Lenz und der schwedische Schlagzeuger Rune Carlsson. Neben Komeda, der 1969 starb, gehörte zum Kreis der Jazz-Innovatoren auch der Pianist Andrzej Trzaskowski, der zunächst unter dem Einfluss Horace Silvers stand und sich 1965 mit seinem Quintett (mit Tomasz Stańko, Janusz Muniak, Jacek Ostaszewski, Adam Jędrzejowski) dem Free Jazz öffnete.

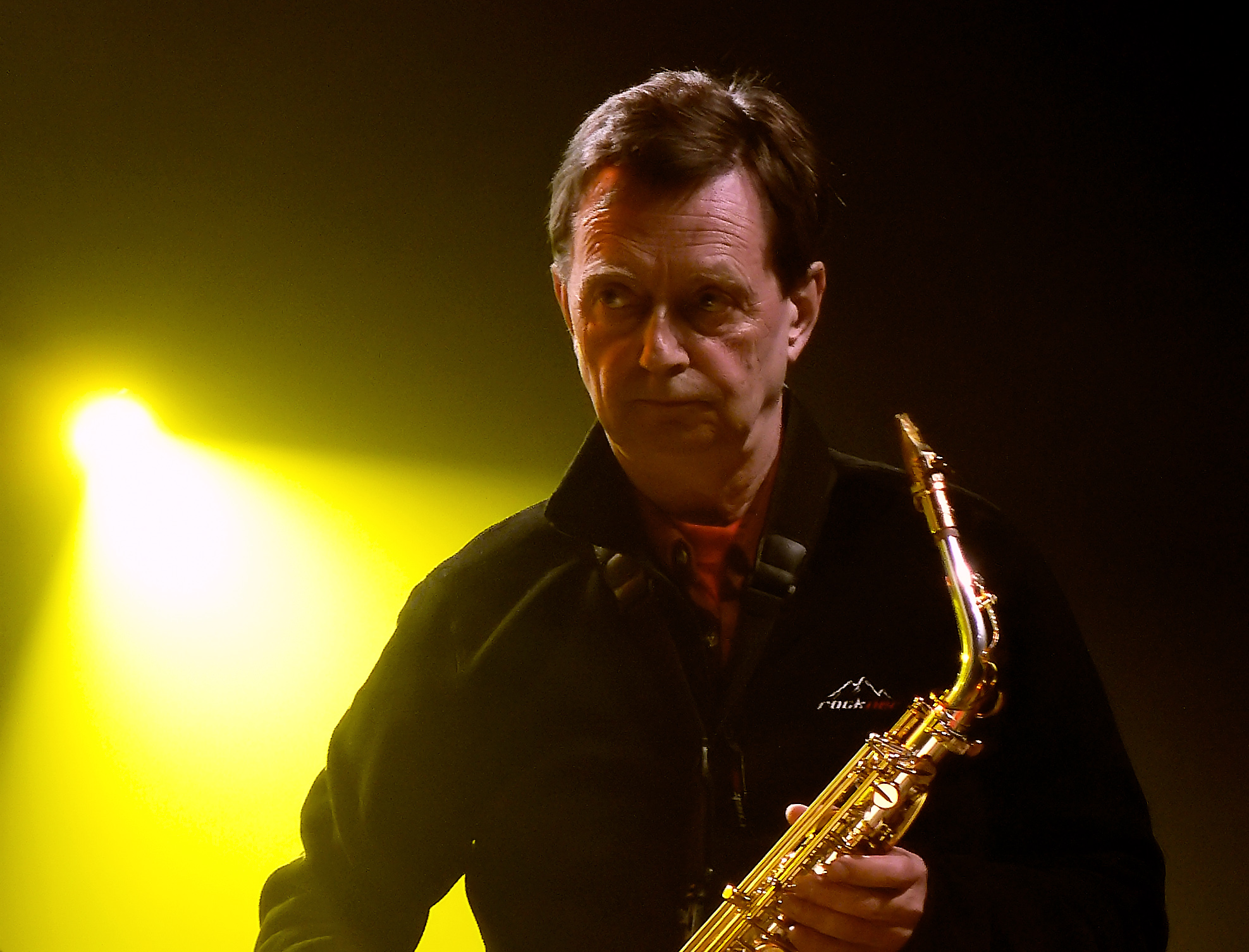
Zbigniew Namysłowski, 2007

Aus den Gruppen Komedas und Trzaskowskis ging der Altsaxophonist Zbigniew Namysłowski hervor, der „eine eigene, originelle musikalische Sprache entwickelte […], indem er Elemente des amerikanischen Jazz mit einheimische Folklore zu einer Einheit formte.“ Mit seinem Quartett aus Włodzimierz Gulgowski (Piano), Tadeusz Wójcik (Bass) und Czesław Bartkowski (Schlagzeug) nahm er 1964 in London für Decca Records das Album Lola auf. „Der dritte, neben Komeda und Namysłowski herausragende Musiker war Tomasz Stanko, der als einer der ersten europäischen Musiker 1962 die Auseinandersetzung mit dem Free Jazz (mit der Gruppe Jazz Darings) suchte.“ Nachdem der Trompeter Mitte der 1960er Jahre eng mit Komeda zusammengearbeitet hatte, setzte er dessen Konzeption nach dessen Tod fort (im Januar 1970 in Music for K., mit Zbigniew Seifert, Janusz Muniak, Bronisław Suchanek, Janusz Stefański).
1963 wurde die Polnische Jazz Föderation (Polska Federacja Jazzowa) gegründet. Ein Vorläufer war die 1956 gegründete, aber zwischenzeitlich aufgelöste Föderation Polnischer Jazzclubs (Federacja Polskich Klubów Jazzowych), gegründet von Jan Byrczek, Roman Waschko und anderen, und 1967 entstand der Nachfolger, die Polskie Stowarzyszenie Jazzowe (PSJ, Polnische Jazzvereinigung), die Jan Byrczek bis 1975 leitete (sein Nachfolger war Zbigniew Namysłowski). Die Gesellschaft veranstaltete einen Klavierwettbewerb in Kalisz, Workshops in Radost bei Warschau und Chodzież und den Pommerschen Jazzherbst in Toruń und Bydgoszcz. 1972 waren sie mit der Gründung des Labels Poljazz verbunden und 1982 mit der Gründung des Polnischen Jazzarchivs.
1964 wurde mit Novi Singers die erste polnische Vokal-Jazz-Band gegründet, die in späteren Jahren auch international Erfolge feierte. Im selben Jahr fand in Breslau zum ersten Mal Jazz nad Odrą (dt. Jazz an der Oder) statt, das zweite wichtige Jazzfestival in Polen neben Jazz Jamboree. Auch wurde in diesem Jahr der von Joachim Ernst Berendt produzierte Film „Jazz in Poland“ (Regie: Janusz Majewski) gedreht, der neben den Warschauer Jazz Stompers und einer Bossa-Band um Krzysztof Sadowski die Gruppen von Krzysztof Komeda, Zbigniew Namysłowski, Jan Wróblewski und Andrzej Trzaskowski vorstellte; in Westdeutschland wurde er in der Fernsehserie Jazz – gehört und gesehen präsentiert.
1965 erschien Jazz Forum zum ersten Mal (Herausgeber war die PSJ), eine für die polnische Jazzszene bis heute maßgebliche Zeitschrift. Sie trat zunächst in Konkurrenz zur älteren Jazz, übertraf sie aber bald in Einfluss. Bereits 1967 erschien Jazz Forum erstmals auch in einer englischsprachigen Ausgabe. Etwa zur gleichen Zeit wurde auch ein Jazzorchester des staatlichen Rundfunks etabliert. Ab 1968 leitete Jan Wróblewski das Studio Jazzowe Polskiego Radia. Ebenfalls in den 1960er Jahren wurde vom staatlichen Musikverlag und Label Polskie Nagrania die Reihe Polish Jazz etabliert. Damit wurde der Wahrnehmung Ausdruck gegeben, der polnische Jazz sei spätestens seit Komeda etwas Eigenes. Die 1960er und 1970er Jahre werden oft als die Blütezeit des polnischen Jazz betrachtet, in der er auch zunehmend institutionalisiert wurde.

## Die 1970er Jahre

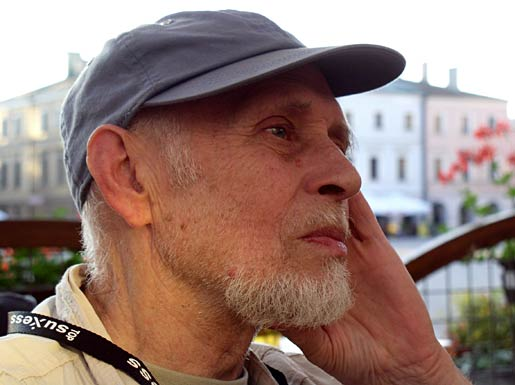
Jan „Ptaszyn“ Wróblewski

Neben Tomasz Stańko gehörten in den 1970er Jahren Zbigniew Namysłowski, Adam Makowicz, Michał Urbaniak und Jan „Ptaszyn“ Wróblewski zu den zentralen Gestalten des polnischen Jazz. Letzterer beschäftigte sich vermehrt mit dem Free Jazz; seine Wirkungsstätte war das 1968 gegründete Studio Jazzowe Polskiego Radia, in dem Workshops mit Musikern und Komponisten stattfanden. Ein weiteres Forum für Wróblewskis Projekte war in den 1970er Jahren das Stowarzyszenie Popierania Prawdziwej Twórczosci (oder Chałturnik), die Gesellschaft zur Unterstützung echten Schaffens. Der Geiger Michał Urbaniak veröffentlichte 1973 sein in den Vereinigten Staaten aufgenommenes Album Fusion, das polnische Musik, amerikanischen Jazz und Jazz-Rock-Elemente verband. In den 1970er und 1980er Jahren experimentierte er mit Fusion- und Funk-, in den 1990er Jahren mit Hip-Hop-Formen. Adam Makowicz verarbeitete Jazzpiano-Techniken von Art Tatum, Erroll Garner und Teddy Wilson mit eigenen Kompositionen; 1977 trat er auf Einladung von John Hammond mit einem Rezital in der New Yorker Carnegie Hall auf. Tomasz Stańko setzte nach Auflösung seines Quintetts 1974 seine Solokarriere fort, hauptsächlich auf den Free Jazz fokussiert, seit den 1990er Jahren mit dem Münchner ECM-Label verbunden. Seit dieser Zeit kooperierte Stańko mit internationalen Musikern wie Alexander von Schlippenbach, Don Cherry, Stu Martin, Dave Holland, Gary Peacock, Edward Vesala und Jan Garbarek.

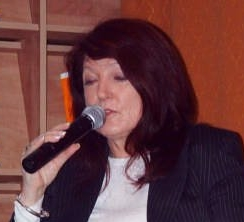
Urszula Dudziak

„Eine glänzende, wenn auch kurze, durch seinen tragischen Tod unterbrochene Karriere machte ein Zögling des Stanko-Quintetts – Zbigniew Seifert, der die Sprache John Coltranes und McCoy Tyners auf die Geige zu übertragen vermochte,“ zu hören auf den viel gepriesenen Alben Man of the Light und Solo-Violin, beide von 1976, sowie auf Purple Sun des Tomasz Stańko Quintett (1973). Seifert war des Weiteren auch an den Aufnahmen zu Kunstkopfindianer von Hans Koller beteiligt; der Saxophonist und Geiger gilt als „einer der eindrucksvollsten und kreativsten europäischen Jazzmusiker seiner Zeit“, der jedoch bereits 1979 an Krebs verstarb.
Neben Michał Urbaniak und Adam Makowicz war es vor allem die Sängerin Urszula Dudziak, die im Ausland erfolgreich war. Dudziak galt „als Innovatorin eines neuen Stils des Jazzgesangs, der Scat-Vocalesen mit Hilfe der Elektronik verfremdete“, wie im Duoalbum mit Makowicz, Newborn Light (1973) zu hören.
Wie bereits in seiner Anfangszeit entwickelte sich der polnische Jazz besonders stark im Kontext der Filmmusik. Zu den wichtigsten Jazz-Komponisten in diesem Bereich gehörten außer Krzysztof Komeda Jerzy Matuszkiewicz, Andrzej Trzaskowski, Andrzej Kurylewicz, Włodzimierz Nahorny und Krzysztof Sadowski. Im Bereich des traditionellen Jazz waren polnische Gruppen wie Hagaw und Sami Swoi ebenfalls international erfolgreich.
In den 1970er Jahren wurde die institutionelle Verankerung der Jazzszene zunehmend sichtbar. An der Polnischen Hochschule für Musik in Katowice entstand bereits 1969 das erste Institut, an dem Jazz unterrichtet wurde. Der Staat griff zunehmend in die Szene ein, indem er z. B. eine Verifizierungssystem einführte, nach dem (Jazz-)Musiker in verschiedene Klassen eingeteilt wurden, an denen sich dann ihre Gagen richteten.
Die Zeitschrift Jazz Forum hatte nun drei Sprachversionen: eine polnische, eine deutsche und eine englische.
Infolge des 1972 in Kraft getretenen Abkommens zwischen Polen und der DDR über den visafreien Verkehr zwischen den beiden Ländern begannen ostdeutsche Jazzfans, das Jazz Jamboree in Warschau in großen Zahlen zu besuchen. Da die DDR über keine eigenen größeren Jazz-Festivals verfügte, war das Warschauer Festival, das jährlich von internationalen Stars besucht wurde, für Ostdeutsche sehr attraktiv. Nach der Legalisierung der Solidarność wurde allerdings das Abkommen 1980 aufgehoben und der rege Austausch endete.

## Die 1980er Jahre

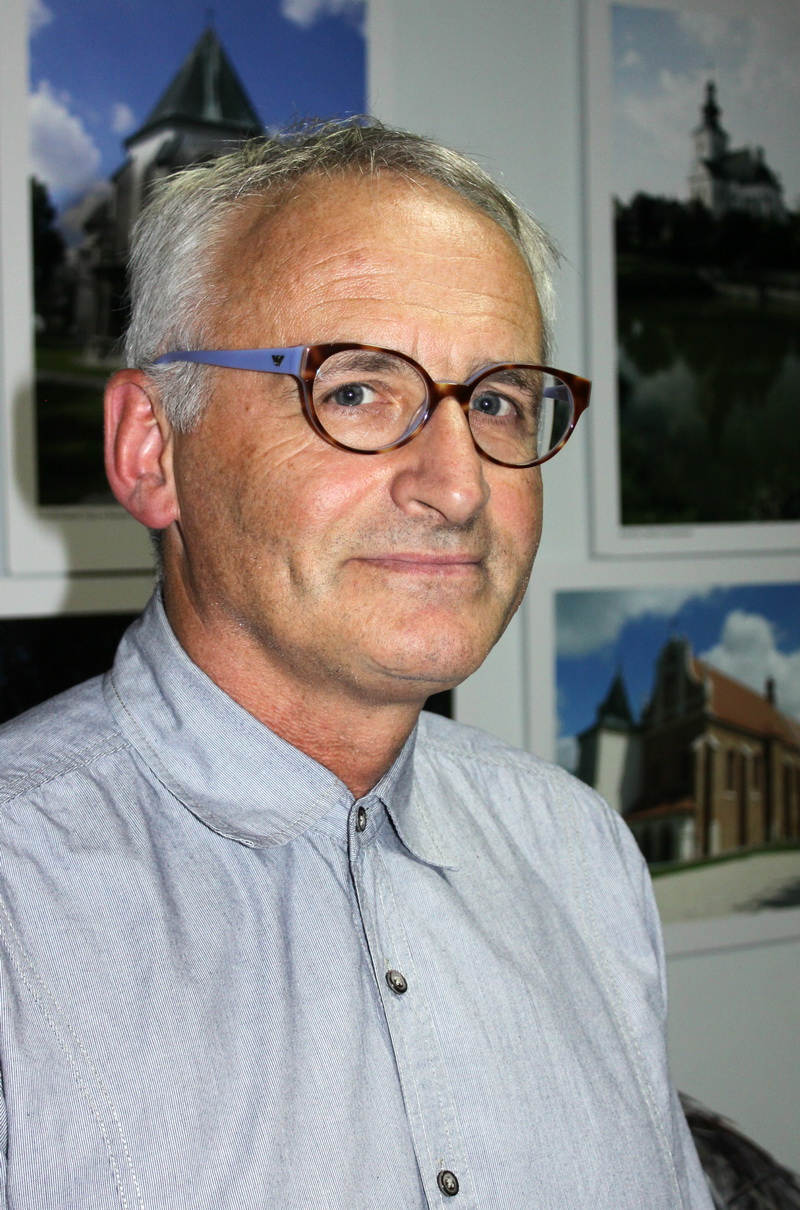
Krzesimir Dębski 2013

Die 1980er Jahre gelten oft als eine schlechte Zeit in der Geschichte des polnischen Jazz. Beim 1981er Jazz nad Odrą kam nur eine polnische Band ins Finale des Wettbewerbs, ausgezeichnet wurden nur ausländische Gäste. Es war eine große Niederlage für die lokale Jazz-Szene. Hinzu kamen die politischen Umstände, vor allem das 1981 ausgerufene Kriegsrecht. Das Jazz Forum, die wichtigste Jazz-Zeitschrift des Landes, durfte ein paar Monate lang nicht veröffentlicht werden (im Anschluss musste die deutsche Sprachversion der Zeitschrift aufgegeben werden). Festivals durften nicht stattfinden. Das Jazz Jamboree wurde 1982 durch eine Reihe von Konzerten in verschiedenen Städten unter dem Titel Manewry Jazzowe (dt. Jazz-Manöver) ersetzt. Unter den Gästen waren u. a. Art Ensemble of Chicago und Sam Rivers. Teilweise verlagerte sich die Aktivität polnischer Jazzmusiker ins Ausland. So nahm Adam Makowicz in den USA an einer TV-Show Let Poland Be Poland teil, an der u. a. auch Frank Sinatra beteiligt war. Dadurch bekam Makowicz später Probleme mit den polnischen Behörden. In München wurde von Leszek Żądło, Władysław Sendecki, Janusz Stefański und Bronisław Suchanek das Polski Jazz Ensemble gegründet, bei dessen Konzerten Geld für die polnische Jazzszene gesammelt wurde.
Gleichwohl feierten polnische Jazzmusiker Erfolge im Ausland. So wurde Extra Ball zu einer US-Tournee eingeladen, Tomasz Szukalskis The Quartet trat im berühmten New Yorker Club Village Vanguard auf. Tomasz Stańko machte Solo-Aufnahmen im Taj Mahal. Adam Makowicz verzeichnete Erfolge in den USA. Michał Urbaniak nahm an den Aufnahmen zu Miles Davis’ 1986er Album Tutu teil.
Bereits mit den späten 1970er Jahren betrat eine neue Generation von jungen Musikern die polnische Jazzszene; in den frühen 1980ern war dies die Young Power Bigband mit dem Komponisten und Flötisten Krzysztof Popek an der Spitze (die von Vertretern der älteren Generationen z. T. stark kritisiert wurde), ferner Formationen wie Janusz Grzywaczs Laboratorium, Krzesimir Dębskis String Connection und Jarosław Śmietanas Extra Ball. Eine wichtige Band war die 1981 gegründete In/Formation von Sławomir Kulpowicz, die u. a. mit Stańko zusammen spielte. Seit den späten 1970er Jahren entwickelte sich parallel eine weitere Szene um den Bassisten Helmut Nadolski und den Schlagzeuger Władysław Jagiełło, außerdem mit Mitgliedern von Kurylewiczs Formacja Muzyki Współczesnej (dt. Formation Zeitgenössischer Musik), zu denen Krzysztof Popek, Włodzimierz Kiniorski und Wojciech Konikiewicz stießen. Dieser Prozess einer Bewegung ohne Anführer oder gar ein Manifest wiederholte sich mit jüngeren Musikern des polnischen Jazz in den 1990er Jahren unter dem Etikett Jass bzw. Yass – um deren Musik vom konventionellen „Jazz“ abzusetzen und Einflüsse der improvisierten Musik zu ergänzen.
1980/81 fanden Kongresse der Polnischen Jazzvereinigung (PSJ) statt, bei denen die Ausrichtung der Organisation kontrovers diskutiert wurde. Angesichts der politischen Spannungen um Solidarność manifestierten viele PSJ-Mitglieder ihre Sympathie mit dem unabhängigen Gewerkschaftsbund.
Im November 1982 wurde das Polnische Jazz-Archiv (Polskie Archiwum Jazzu) feierlich eröffnet, das aber in den folgenden Jahren in Vergessenheit geriet.

## Die 1990er Jahre

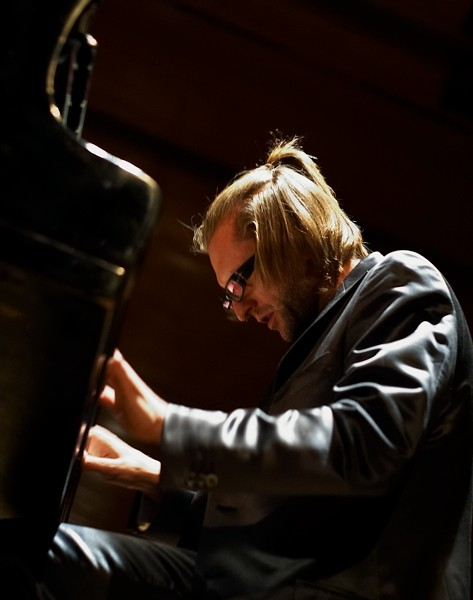
Leszek Możdżer 2006

Der Übergang vom Kommunismus zur freien Marktwirtschaft bedeutete auch für Jazz-Musiker eine große Veränderung, die sich nun auf dem freien Markt behaupten mussten. 1991 wurde auch der Statut der Polnischen Jazzvereinigung (PSJ) reformiert, u. a. wurde die Einteilung in gewöhnliche (Musiker) und außergewöhnliche Mitglieder vorgenommen, wobei nun nur die Ersteren stimmberechtigt waren. Auch verlor die PSJ ihren 1976 gegründeten „Stammclub“ Akwarium in Warschau, der 1990 privatisiert wurde. Innerhalb der Jazz-Szene kamen Konflikte auf, die z. T. in Medien ausgetragen wurden (im Jazz Forum, aber auch in der Polityka). Es erschienen neue Jazz-Zeitschriften, wie bspw. Jazz und Jazz á go-go. 1991 fanden zwei parallele internationale Jazz-Festivals unter dem Namen Jazz Jamboree statt, an beiden nahmen namhafte internationale Jazz-Musiker teil.
Neue Musiker, die in den 1990er Jahren bekannt wurden, waren u. a. Marek Napiórkowski, Adam Cegielski, Marcin Wasilewski, Sławomir Kurkiewicz, Michał Miśkiewicz, Dorota Miśkiewicz, Maciej Sikała, Leszek Możdżer, Marcin Masecki, Piotr Wyleżoł und Marcin Oleś. Zu den wichtigsten Gruppen gehörten Quintessence, Miłość, Acoustic Jazz Quintet (auch als Sextet), Simple Acoustic Quartet (später Trio). Musiker der letzteren Band fanden bald mit Tomasz Stańko zusammen, mit dem sie Anfang des 21. Jahrhunderts internationale Erfolge feiern sollten.
Auch Musiker der älteren Generation feierten in den 1990er Jahren Erfolge. Zbigniew Namysłowski wurde vier Jahre in Folge von den Lesern von Jazz Forum zum Musiker des Jahres gewählt. Tomasz Stańko nahm das wichtige Album Bluish auf, das er gemeinsam mit Arild Andersen komponierte, sowie Litania mit Interpretationen von Krzysztof Komedas Werk. Letzteres Album wurde mit dem Preis der deutschen Schallplattenkritik 2000 ausgezeichnet. Adam Makowicz bekam 1989 wieder den polnischen Pass und durfte in seine Heimat einreisen. Er machte in den 90er Jahren Aufnahmen mit Größen wie Charlie Haden, Jack DeJohnette oder Cecil McBee. Michał Urbaniak nahm mit Urbanator ein Album, auf dem er Jazz mit Hip-Hop kombinierte. An den Aufnahmen nahmen u. a. Herbie Hancock, Marcus Miller und Kenny Garrett teil. Weitere bedeutende Musiker der älteren Generation waren weiterhin Jarosław Śmietana, Piotr Wojtasik und Sławomir Kulpowicz.
Viel passierte in den 1990er Jahren im Bereich des Jazz-Gesangs. Stanisław Sojka, der seit den 1980er Jahren als der wichtigste polnische Jazz-Sänger galt, entfernte sich explizit vom Jazz. Bei Frauen verzeichneten die älteren Ewa Bem und Urszula Dudziak sowie die jüngeren Ewa Uryga, Lora Szafran, Anna Serafińska Erfolge. Eine besondere Rolle spielte Basia Trzetrzelewska, deren Album London Warsaw New York auf der Billboard-Contemporary-Jazz-Liste den ersten Platz erreichte.
Eine der wichtigsten Figuren im polnischen Jazz der 1990er Jahre (und danach) war der Pianist Leszek Możdżer. Er zeichnet sich durch große Vielseitigkeit aus, spielt klassische Musik, Mainstream-Jazz und Avantgarde, und kooperierte erfolgreich sowohl mit gestandenen polnischen als auch international anerkannten Musikern (u. a. Archie Shepp). Ende der 1990er Jahre wurden seine Duo-Auftritte mit Adam Pierończyk besonders erfolgreich.

### Yass
Anfang der 1990er Jahre entstand zunächst in Danzig, später in Bydgoszcz, in expliziter Opposition zum „Jazz-Mainstream“ (repräsentiert u. a. durch die Zeitschrift Jazz Forum) der Yass. Diese Bewegung, die außer Musik auch Elemente der Performance-Kunst nutzte, vermischte scheinbar widersprüchliche Einflüsse von Free Jazz über Rock- bis Popmusik. Zu den wichtigsten Vertretern des Yass gehörten Miłość, (Maestro) Trytony, Łoskot und Mazzoll & Arhythmic Perfection. Geografischer Dreh- und Angelpunkt dieser sehr heterogenen Bewegung war der Bydgoszczer Club Mózg. Zu den Höhepunkten der Yass-Geschichte gehörte u. a. die Zusammenarbeit der Band Miłość mit Lester Bowie.
Die Yass-Szene kam Anfang der 2000er Jahre zum Erliegen, gilt aber als eines der wichtigsten spezifisch polnischen Phänomene in der Kultur der 1990er Jahre sowie als maßgeblicher Richtungsgeber für die darauffolgende Entwicklung des polnischen Jazz. Aus ihr gingen einige der wichtigsten polnischen Jazzmusiker der Gegenwart hervor, darunter Leszek Możdżer, Mikołaj Trzaska, Jerzy Mazzoll, sowie der inzwischen eher der Rockmusik zugewandte Tymon Tymański.

## 21. Jahrhundert
Das 21. Jahrhundert begann mit der Wahl Tomasz Stańkos zum Musiker des Jahres 2001 (2004 erneut). Die Zusammenarbeit des Trompeters mit Musikern des Simple Acoustic Trio war auf ihrem Höhepunkt. Insbesondere deren 2004er Album Suspended Night wurde von der nationalen wie internationalen Fachpresse sehr gelobt. Der wohl bedeutendste und erfolgreichste polnische Jazzmusiker nach 2000 ist neben Stańko wohl Leszek Możdżer, zu deren Erfolgen u. a. ein Konzert in Santiago de Chile im Januar 2004 gehörte, bei dem er vor 15 Tausend Menschen auftrat. Ebenfalls 2004 trat er in der Weill Recital Hall der Carnegie Hall im Duo mit Adam Makowicz auf. Im selben Jahr wurde er mit dem Paszport Polityki ausgezeichnet; 2011 bekam er einen Fryderyk für Kaczmarek By Możdżer.
Die Sängerin Anna Maria Jopek gehört zu den bekanntesten polnischen Jazz-Musikern des neuen Jahrtausends. Sie nahm u. a. mit Pat Metheny, Richard Bona und Makoto Ozone gemeinsame Alben auf. Innerhalb der polnischen Szene unterhält sie intensive Beziehungen zu Leszek Możdżer.
Als das „markanteste Phänomen des Jazz in Polen der Jahrtausendwende“ wurde die kontroverse Auseinandersetzung mit der Musik Frédéric Chopins bezeichnet. Von vielen Kritikern wurden Jazz-Interpretationen Chopins als Entstellung angegriffen. Gleichwohl beteiligten sich einige namhafte Jazz-Musiker an dem Trend, darunter Leszek Możdżer, dessen erstes bekanntes Album Chopin – Impressions war.
Wichtige neue Musiker der 2000er Jahre waren z. B. die Pianisten Sławomir „Sławek“ Jaskułke und Mateusz Kołakowski. Weitere Erfolge feierten und ihre Position festigten die Brüder Oleś (Bartłomiej und Marcin), Adam Pierończyk. Kommentatoren konstatierten einen großen Einfluss des amerikanischen Jazz auf die polnische Jazz-Jugend um die Jahrtausendwende. Neben dem Mainstream waren auch moderne Strömungen aktiv, darunter Postfree, Neo-Hard Bop sowie verschiedene Varianten des Fusion Jazz. Die 20. Edition des Festivals Warsaw Summer Jazz Days war u. a. jungem polnischem Jazz gewidmet – bei dem speziell dafür organisierten showcase traten Mikrokolektyw (Artur Majewski und Kuba Suchar), Contemporary Noise Sextet, Sing Sing Penelope, Levity, Maciej Obara & Dominik Wania Quartet, Wojciech Mazolewski Quintet, Marcin Wasilewski Trio sowie die Vokalistin Aga Zaryan auf.
Ein charakteristischer Trend der neueren Jazzgeschichte Polens ist auch die Auseinandersetzung mit Kompositionen Krzysztof Komedas, die bereits 1997 mit Tomasz Stańkos Litania begann. So erschienen in den letzten Jahren ganze Alben mit Interpretationen von Komedas Werken von Baaba (The Wrong Vampire), Wojtek Mazolewski und Dennis González (Shaman), Leszek Możdżer (Komeda), EABS (Repetitions (Letters to Krzysztof Komeda)) oder den Gebrüdern Oleś mit Christopher Dell (Komeda Ahead).

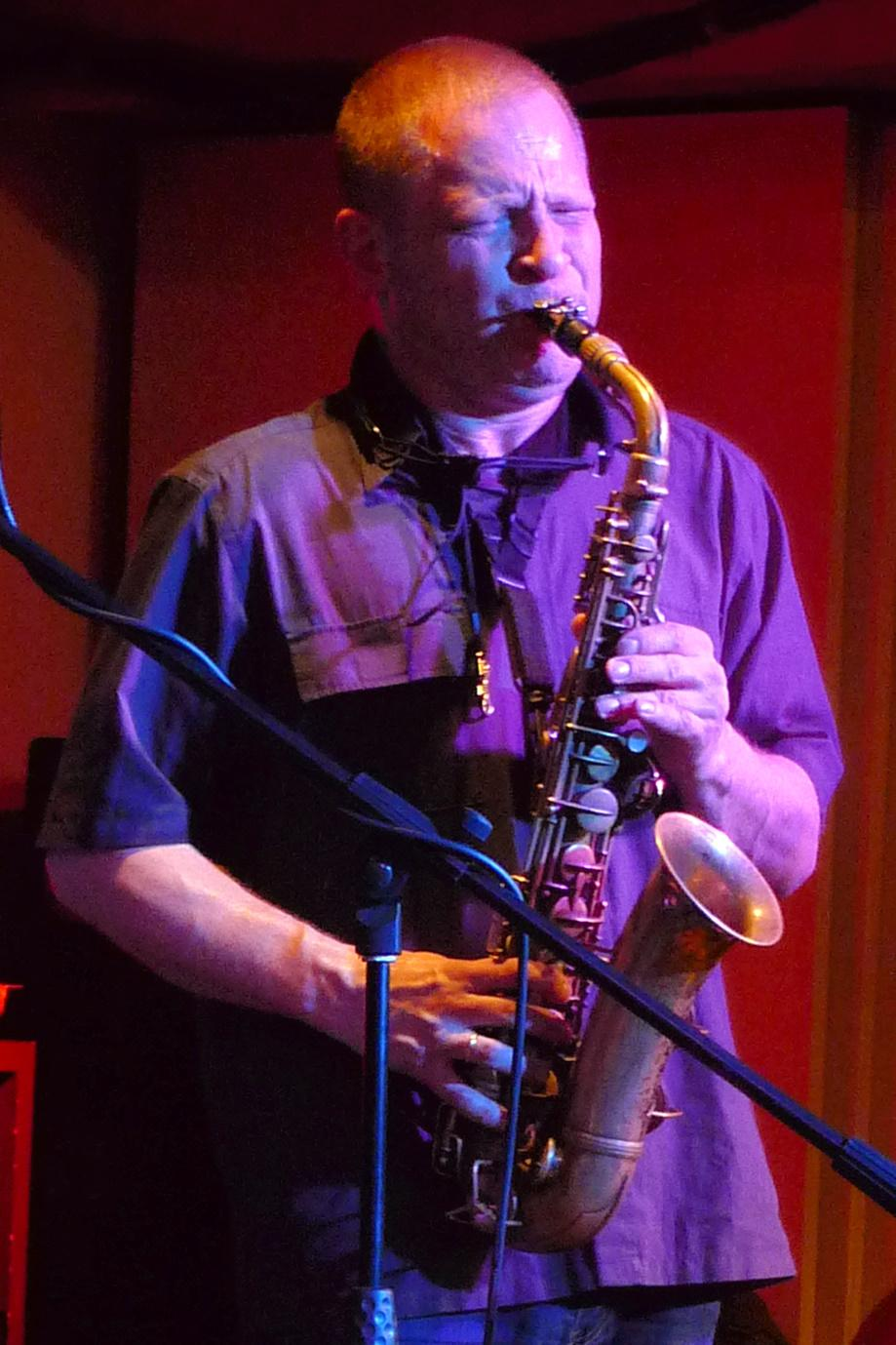
Mikołaj Trzaska 2011

Im Bereich des Avantgarde-Jazz und verschiedener Experimente an der Grenze zum Jazz wurden einige Gruppen erfolgreich, die man oft als post-yass bezeichnet, da sie mitunter Beziehungen zu der abgeklungenen Yass-Szene aufweisen. Dazu gehören u. a. Pink Freud, Contemporary Noise Sextet, Jazzpospolita, Baaba oder Mikrokolektyw. Oftmals arbeiteten Jazz-Musiker mit Vertretern anderer Musikszenen zusammen, so bspw. Mikołaj Trzaska mit Fisz (in dem Projekt Bassisters Orchestra), Leszek Możdżer mit dem Rapper L.U.C und der Death-Metal-Band Behemoth. Internationale Beachtung erfuhr das DJ-Duo Skalpel, das beim renommierten britischen Independent-Label Ninja Tune unter Vertrag stand und in seiner Musik eine Vielzahl von Samples polnischer Jazzaufnahmen verwendet. Gerade die polnische Avantgarde-Jazz-Szene ist gut international vernetzt. So spielen insbesondere Trzaska und Wacław Zimpel regelmäßig mit Vertretern des europäischen und US-amerikanischen Free Jazz und der freien Improvisation wie Joe McPhee, Ken Vandermark, Peter Brötzmann oder Evan Parker. Mat Walerian nahm mehrere Alben mit Matthew Shipp auf. Der Schlagzeuger Adam Gołębiewski trat 2014 mit Thurston Moore auf, der Auftritt wurde 2017 als Disarm veröffentlicht. Artur Majewski arbeitete u. a. mit Rob Mazurek und Noël Akchoté zusammen.
Einige Musiker setzen sich mit der Geschichte polnischer Juden aktiv auseinander und kombinieren Jazz-Elemente mit Einflüssen aus der jüdischen, insbesondere chassidischen Musik: Mikołaj Trzaska, Wacław Zimpel, Raphael Rogiński, Macio Moretti. Auf dem Album Watching Edvard von Trzaskas Ircha Clarinet Quartet trat Joe McPhee auf. Die Cracow Klezmer Band nahm zwei Alben mit Kompositionen von John Zorn auf, darunter eines aus dessen Book of Angels-Songbook.

## Infrastruktur

### Festivals

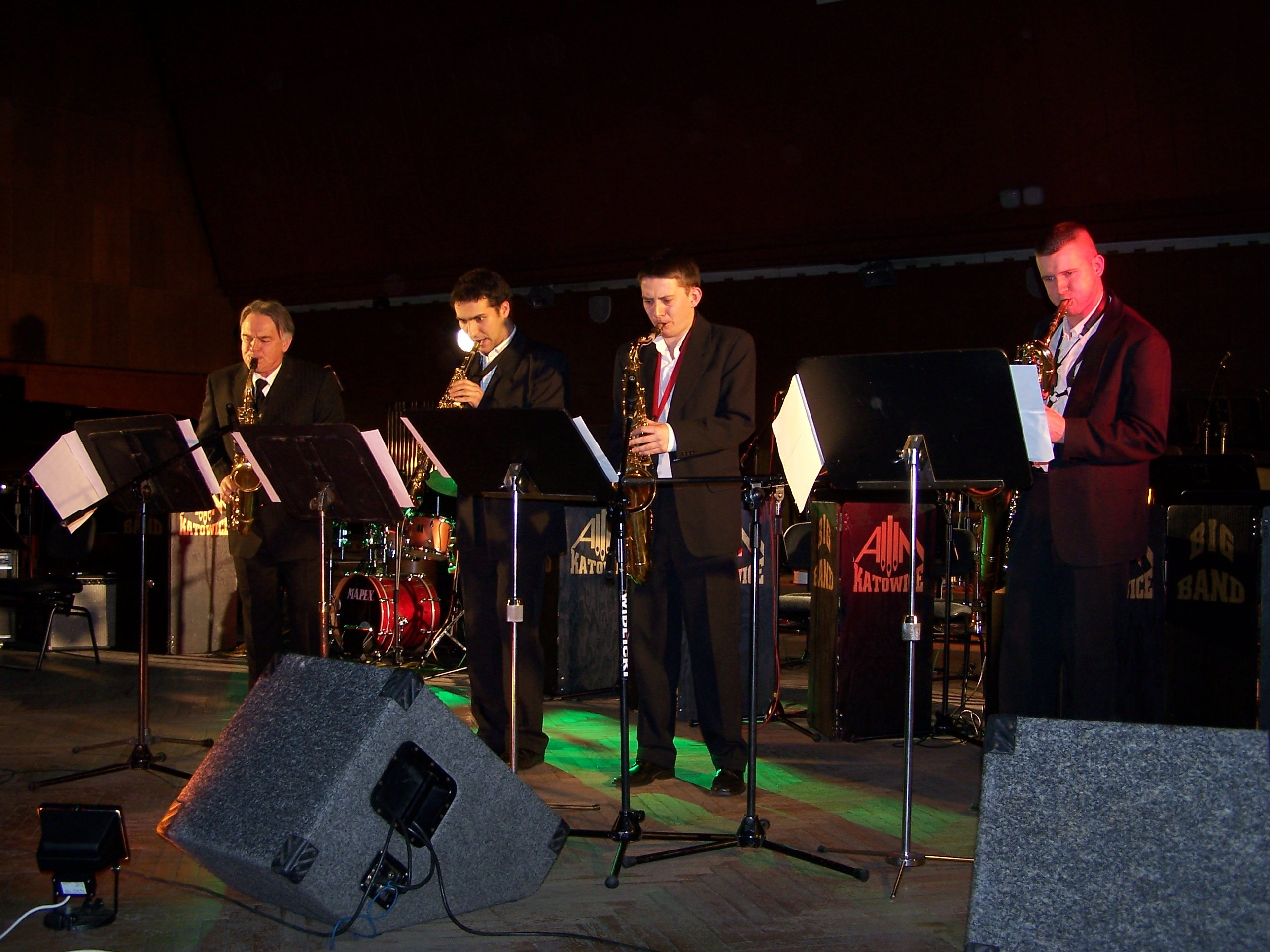
Saxophone Quartett mit Jerzy Jarosik auf dem ersten Silesian Jazz Festiwal 2006.

In Polen findet regelmäßig eine Reihe von internationalen Jazzfestivals statt. Die ältesten sind Zaduszki Jazzowe in Krakau (seit 1955) und Jazz Jamboree in Warschau (seit 1958). Das 1956 in Sopot stattgefundene I Ogólnopolski Festiwal Muzyki Jazzowej Jazz 56 gilt als ein konstitutives Ereignis in der Nachkriegsgeschichte des polnischen Jazz. Weitere wichtige Festivals sind Jazz nad Odrą (Breslau), Old Jazz Meeting Złota Tarka (Iława), Jazz Juniors (Krakau) und Bielska Zadymka Jazzowa (Bielsko-Biała).
Im Rahmen des besonders erfolgreichen Jazz Jamboree kamen viele internationale Künstler nach Polen, darunter Miles Davis, Charles Mingus, Dizzy Gillespie, Duke Ellington, Ray Charles, John Scofield, Art Blakey, Gerry Mulligan oder Gil Evans.
Ein wichtiger Bestandteil der polnischen Jazzfestival-Landschaft sind Wettbewerbe junger Musiker. Sie finden teils als gesonderte Veranstaltungen statt (das prominenteste Beispiel ist der internationale Jazz Juniors in Krakau), teils im Rahmen größerer Festivals, z. B. Jazz nad Odrą, Bielska Zadymka Jazzowa. Diese Wettbewerbe erfüllen eine wichtige Funktion, weil sie regelmäßig neue talentierte Musiker dem breiteren Publikum präsentieren.

### Labels
Es gibt in Polen eine Reihe von Musiklabels, die sich auf Jazz spezialisieren. In der Zeit des realen Kommunismus hatte Muza Polskie Nagrania ein staatlich garantiertes Monopol auf dem polnischen Musikmarkt. In seiner Reihe Polish Jazz erschienen einige der wichtigsten Platten des polnischen Jazz. 2016 wurde damit begonnen, die Alben der Reihe neu herauszugeben.
Nach dem Fall des Eisernen Vorhangs entstanden viele neue Plattenlabels. Zu den bekanntesten und teilweise auch international aktiven gehören GOWI, Not Two, For Tune, Fundacja Słuchaj, Instant Classic, Kilogram, MultiKulti und Bôłt. Insbesondere Not Two, Fundacja Słuchaj und For Tune veröffentlichen außer Musik polnischer Musiker auch Alben bedeutender Vertreter vor allem des Free Jazz und der freien Improvisationsmusik, darunter Peter Brötzmann, Ken Vandermark, Anthony Braxton, David Murray oder William Parker.

### Medien
1927 erschien in Polen die erste europäische Jazz-Zeitschrift, Jazz, allerdings nur in einer Ausgabe.
Das wohl wichtigste Medium der polnischen Jazz-Szene war und ist die 1965 gegründete Zeitschrift Jazz Forum, die mit der Zeit zum „Organ“ der Polnischen Jazzvereinigung (PSJ) wurde. Insbesondere die 1967 erstmals erschienene englischsprachige Ausgabe von Jazz Forum verhalf dem polnischen Jazz zur internationalen Bekanntheit. Zu den Autoren der ersten Ausgabe gehörte u. a. Joachim-Ernst Berendt. In den 1980er Jahren wurde die Zeitschrift weltweit vertrieben und hatte Korrespondenten in solchen Ländern wie Indien, Mexiko, Kanada, Japan, Brasilien sowie in vielen Ländern Europas.
Im staatlichen Rundfunk gab es seit 1956 eine von Leopold Tyrmand und Stefan Rogiński moderierte Sendung To jest jazz (dt. Das ist Jazz), die dazu beitrug, den Jazz in Polen zu popularisieren. Ab 1968 leitete Jan Wróblewski das Studio Jazzowe Polskiego Radia (dt. Jazzstudio des Polnischen Rundfunks). Seit 1970 moderiert er außerdem die Sendung Trzy kwadranse jazzu (dt. Eine Dreiviertelstunde Jazz) im Dritten Programm des Polnischen Rundfunks.

## Diskographische Hinweise
Basis: Eine Umfrage unter Hörern des Polnischen Rundfunks von 2013 zu den besten polnischen Jazzalben (die ersten 20 Positionen) und eine Zusammenstellung der besten polnischen Alben des 20. Jahrhunderts; chronologische Reihenfolge. Fett markierte Alben wurden 2016 von Jazz Forum unter die Top 10 des polnischen Jazz gewählt.
- Krzysztof Komeda: Knife in the Water, Soundtrack zu Das Messer im Wasser (1962) mit verschiedenen Ausgaben.
- Krzysztof Komeda: Ballet Etudes/The Music of Krzysztof Komeda, Metronome 1963.
- Andrzej Kurylewicz: Go Right, Polskie Nagrania 1963.
- Andrzej Trzaskowski Quintet: Polish Jazz Vol. 4, Polskie Nagrania 1965.
- Komeda Quintet: Astigmatic, Polskie Nagrania 1966 (aufgenommen 1965).
- Zbigniew Namysłowski Quartet: Zbigniew Namysłowski Quartet, Polskie Nagrania 1966 (aufgenommen 1962).
- Krzysztof Komeda: Rosemary’s Baby, Dot 1968.
- Jerzy Milian Trio: Baazaar, Polskie Nagrania 1969.
- Tomasz Stańko: Music for K, Polskie Nagrania 1970.
- Novi Singers: Torpedo, Polskie Nagrania 1970.
- Mieczysław Kosz: Reminiscence, Polskie Nagrania 1971.
- Adam Makowicz: Unit, Polskie Nagrania 1973.
- Zbigniew Namysłowski: Winobranie, Polskie Nagrania 1973.
- Jan „Ptaszyn“ Wróblewski: Sprzedawcy Glonów, Polskie Nagrania 1973.
- Michał Urbaniak: Fusion, Columbia 1974.
- Wojciech Karolak: Easy!, Polskie Nargania 1974.
- Zbigniew Namysłowski Quintet: Kujaviak Goes Funky, Polskie Nagrania 1975.
- Tomasz Stańko: Balladyna, ECM 1976 (aufgenommen 1975).
- Andrzej Trzaskowski Sextet feat. Ted Curson: Seant, Polskie Nagrania 1976.
- Extra Ball: Birthday, Polskie Nagrania 1976.
- Zbigniew Seifert: Man of The Light, MPS 1976.
- Janusz Muniak Quintet: Question Mark, Polskie Nagrania 1978.
- Zbigniew Seifert: Kilimanjaro, Poljazz 1978.
- Extra Ball: Extra Ball, Poljazz 1978.
- Zbigniew Seifert: Passion, Capitol 1979 (aufgenommen 1978).
- Laboratorium: Quasimodo, Polskie Nagrania 1979.
- The Quartet: The Quartet, Poljazz 1979.
- Kazimierz Jonkisz Quintet: Tiri Taka, Polskie Nagrania 1981 (aufgenommen 1980).
- String Connection: Workoholic, Poljazz 1982.
- Witold Szczurek: Basspace, Poljazz 1984.
- Jarosław Śmietana: Talking Guitar, Polskie Nagrania 1984.
- Pick-up Formation: Zakaz Fotografowania, Poljazz 1985.
- Karolak/Szukalski/Bartkowski: Time Killers, Helicon 1985.
- Tomasz Stańko: Peyotl/Witkacy, Poljazz 1986.
- Miłość: Miłość, GOWI 1993.
- Miłość: Taniec smoka, GOWI 1994.
- Leszek Możdżer: Chopin – Impresje, Polonia 1994.
- Mazzoll, Knuth, Diffusion Ensemble: Azure Excess, blauHOFFER multiple art 1995.
- Andrzej Jagodziński Trio: Chopin, Polonia 1995.
- Simple Acoustic Trio: Komeda, GOWI 1995.
- Miłość: Asthmatic, GOWI 1996.
- Tomasz Stańko: Litania. Music Of Krzysztof Komeda, ECM 1997.
- Tomasz Stańko Quartet: Soul of Things, ECM 2002.
- Leszek Możdżer: Piano, ARMS 2004.
- Robotobibok: Nawyki przyrody, Vytvornia OM 2004.
- Pink Freud: Punk Freud, Universal Music Polska 2007.